# Прухтен
Прухтен (нем. Pruchten) — община в Германии, в земле Мекленбург-Передняя Померания.
Входит в состав района Северная Передняя Померания. Подчиняется управлению Барт.  Население составляет 715 человек (на 31 декабря 2010 года). Занимает площадь 8,16 км².